# Мерна миля
Вижте пояснителната страница за други значения на Миля.
Мерна миля – специално оборудван участък от акваторията на морето (полигон), предназначен за определяне на относителните скорости на кораби (съдове), мощността и разхода на гориво при различни режими на работа на неговата главна енергетична установка (ГЕУ), съответствията на относителните скорости на въртене на движителите (и стъпката на гребния винт – при кораби с винт с регулируема стъпка на въртене) и поправки на лагa.
Основни изисквания към мерната линия са:
- Дължина на акваторията – от 3 до 10 морски мили;
- Дълбочината на акваторията не трябва да оказва влияние на измерваните скорости на корабите с определено газене или за подводниците при движение на определена дълбочина на потапяне;
- Отсъствие на силни и променливи течения с голяма скорост;
- Защитеност от господстващи ветрове и вълнения.

Мерните линии (в зависимост от оборудването им) са: визуални (автономни), кабелни или радионавигационни.